# Eyers Grove
Eyers Grove est une census-designated place située dans le comté de Columbia, dans le Commonwealth de Pennsylvanie, aux États-Unis. Sa population s’élevait à 105 habitants lors du recensement de 2010.

## Source
- (en) Cet article est partiellement ou en totalité issu de l’article de Wikipédia en anglais intitulé « Eyers Grove, Pennsylvania » (voir la liste des auteurs).

1. ↑  (en) « Geographic Identifiers: 2010 Census Summary File 1 (G001): Eyers Grove CDP, Pennsylvania », U.S. Census Bureau, American Factfinder (consulté le 28 mai 2015)